# Get Up (I Feel Like Being a) Sex Machine
«Get Up (I Feel Like Being a) Sex Machine» — песня в стиле фанк, исполненная Джеймсом Брауном с Бобби Бёрдом на бэк-вокале. В 1970 году она была издана как сингл в двух частях (по части на каждой стороне) и достигла 2 места в ритм-н-блюзовом чарте американского журнала «Билборд» и 15 места в Billboard Hot 100.
В 2004 году журнал Rolling Stone поместил песню «Get Up (I Feel Like Being a) Sex Machine» в исполнении Джеймса Брауна на 326-е место своего списка «500 величайших песен всех времён». В списке 2011 года песня находится на 334-м месте.
А в 2014 году британский музыкальный журнал New Musical Express поместил «Get Up (I Feel Like Being a) Sex Machine» в исполнении Джеймса Брауна на 225-е место уже своего списка «500 величайших песен всех времён».
Кроме того, песня «Sex Machine» в исполнении Джеймса Брауна вместе с ещё тремя его песнями — «I Got You (I Feel Good)», «Please Please Please» и «Say It Loud – I’m Black and I’m Proud» — входит в составленный Залом славы рок-н-ролла список 500 Songs That Shaped Rock and Roll.
Также песня, в частности, вошла в составленный журналом «Тайм» в 2011 году список All-TIME 100 Songs (список 100 лучших песен с момента основания в 1923 году журнала «Тайм»).

## Чарты
| Чарт (1970)                               | Наив. поз. |
| ----------------------------------------- | ---------- |
| Бельгия/Фландрия (Ultratop 50)            | 4          |
| ФРГ (GfK)                                 | 29         |
| Нидерланды (Dutch Top 40)                 | 8          |
| Нидерланды (Single Top 100)               | 7          |
| Великобритания (OCC UK Singles)           | 32         |
| США (Billboard Best Selling Soul Singles) | 2          |
| США (Billboard Hot 100)                   | 15         |
| США (Cash Box)                            | 17         |
| США (Cash Box R&B                         | 1          |
| США (Record World)                        | 17         |